# بیت الکبش (روستا)
 بیت کبش  به عربی ( بیت الکَبش )، روستایی است در دهستان وسط از توابع استان حُدَیده در کشور یمن در شبه جزیره عربستان.

## جمعیت
جمعیت آن ( ۸۰) نفر (۸ خانوار) می‌باشد.